# Friedrich Buri
Friedrich Buri (* 24. Dezember 1860 in Bangerten; † 24. Juni 1937 in Bern, reformiert, heimatberechtigt in Bangerten) war ein Schweizer Politiker (FDP).

## Leben
Friedrich Buri kam am 24. Dezember 1860 in Bangerten als Sohn des Kleinbauern und Lederhändlers Johannes Buri und der Elisabeth geborene Schnell zur Welt. Nach dem Besuch der Sekundarschule in Fraubrunnen absolvierte Friedrich Buri, Mitglied der Studentenverbindung Berna, von 1882 bis 1884 ein Studium der Rechte an der Universität Bern.
Seine berufliche Laufbahn begann er 1885 als Notar in Wimmis. In der Folge amtierte er von 1888 bis 1915 als Gerichtspräsident in Fraubrunnen, bevor er bis zu seinem Tod als Verwalter der Amtsersparniskasse Fraubrunnen eingesetzt war. Daneben fungierte er als Ersatzrichter des Eidgenössischen Versicherungsgerichts.
Friedrich Buri, Vater des BGB-Politikers Dewet Buri, war in erster Ehe mit Marie-Louise geborene Meyer verheiratet, in zweiter mit Rosa geborene Sieber, der Tochter eines Fraubrunner Wirts. Er verstarb am 24. Juni 1937 ein halbes Jahr nach Vollendung seines 76. Lebensjahres in Bern.

## Politisches Wirken
Als Mitglied der Freisinnig-Demokratischen Partei stand Friedrich Buri der Gemeinde Fraubrunnen von 1888 bis 1915 als Gemeindepräsident vor. Darüber hinaus wurde er bei den Parlamentswahlen 1905 in den Nationalrat gewählt, dem er bis 1919 angehörte. Zudem war er im landwirtschaftlichen Klub der Bundesversammlung vertreten.
Friedrich Buri trat vor allem in seinen diversen richterlichen Funktionen hervor. Ferner wirkte er als der Initiant der Solothurn-Zollikofen-Bern-Bahn. Im Nationalrat war er massgeblich an der Ausarbeitung des Schweizerischen Zivilgesetzbuches (ZGB) sowie des Bundesgesetzes über die Kranken- und Unfallversicherung beteiligt.